# Kurdžipskaja
Kurdžipskaja (in lingua russa Курджипская) è un centro abitato dell'Adighezia, situato nel Majkopskij rajon. La popolazione era di 1.603 abitanti al dicembre 2018. Ci sono 18 strade.